# 茂出木雅章
茂出木 雅章（もでぎ まさあき、1939年（昭和14年）8月4日 - ）は、日本の料理人。東京都出身。慶應義塾大学法学部卒業。
現在も続く東京・日本橋にある西洋料理の老舗・たいめいけんの現社長である。

## 来歴

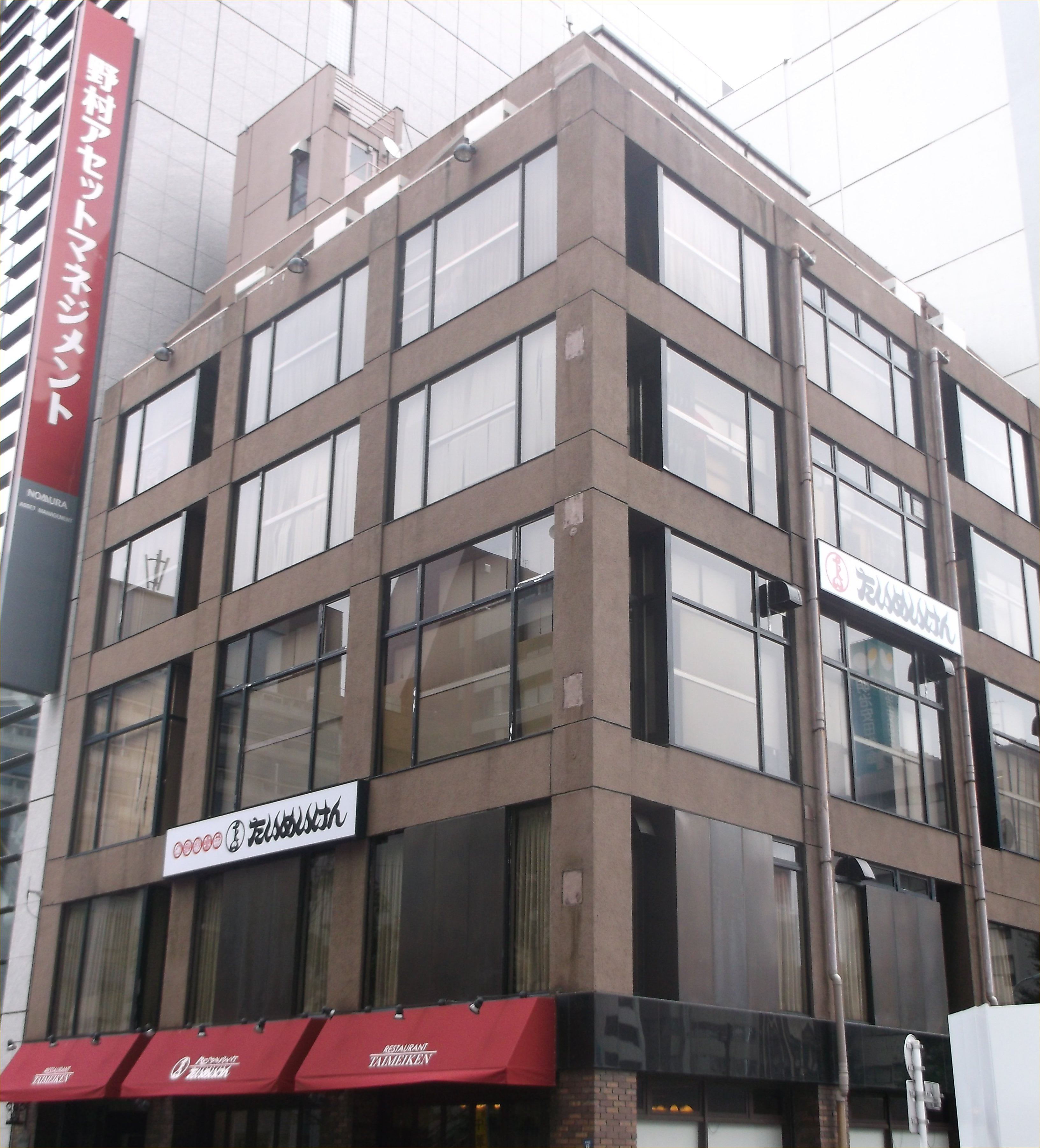
たいめいけん(東京・日本橋)

1939年にたいめいけんを営む茂出木心護の長男として生まれる。子どものころから親の料理にふれ、大学卒業後は本格的に料理人の道を歩むことに。
1967年には三代目になる長男の茂出木浩司が誕生。
1978年にたいめいけんの創業者・茂出木心護が亡くなると、二代目オーナーとなり現在に至っている。料理に関する講演や著作も多い。
1960年から続いている「お料理110番」も父親から引き継いで、行っている。
また現在では「日本の凧の会」の会長も父親から引き継いで務めている。

## 著書
- 『こまった時の家庭料理秘訣集 たいめいけん味の110番』講談社〈オレンジバックス〉、1985年5月。ISBN 9784061321359。
- 『まんがお料理のコツとヒント』石原桃漫画、八峰出版、1988年3月。ISBN 9784893720085。
- 『洋食やのコツ』(中央公論社) (1988年)
- 『日本橋・たいめいけんのお料理110番』徳間書店〈トクマのP&Pブックス〉、1991年9月。ISBN 9784193846607。
- 『"たいめいけん"の洋風おかず』講談社〈マイ・ベスト・クッキング〉、1993年5月。ISBN 9784061906600。
- 『新・日本橋たいめいけんのお料理110番』徳間書店〈トクマのP&Pブックス〉、1993年9月。ISBN 9784193852929。
- 『洋食大好き』中央公論社〈中公文庫ビジュアル版〉、1994年9月。ISBN 9784122021433。
- 『男の料理ハンドブック ゆで卵からビーフシチューまで』PHP研究所、2000年4月。ISBN 9784569610931。
- 『凧』日本の凧の会監修、文溪堂、2002年3月。ISBN 9784894233157。

### 共著
- 佐藤隆介、近藤文夫、茂出木雅章『池波正太郎の食卓』新潮社、2001年4月。ISBN 9784104453016。
- 佐藤隆介、近藤文夫、茂出木雅章『池波正太郎の食卓』新潮社〈新潮文庫〉、2004年4月。ISBN 9784101453217。
- 茂出木雅章、茂出木浩司『たいめいけんの洋食 茂出木雅章・茂出木浩司シェフ』世界文化社〈別冊家庭画報 デリシャスbooks〉、2006年5月。ISBN 9784418061129。

### 監修
- 『江戸凧大全集』山海堂、1988年12月。ISBN 9784381070692。